# NGC 1552
NGC 1552 é uma galáxia espiral (S0-a) localizada na direcção da constelação de Eridanus. Possui uma declinação de -00° 41' 33" e uma ascensão recta de 4 horas, 20 minutos e 17,6 segundos.
A galáxia NGC 1552 foi descoberta em 1 de Janeiro de 1786 por William Herschel.